# Rogienice Wielkie (gromada)
Rogienice Wielkie – dawna gromada, czyli najmniejsza jednostka podziału terytorialnego Polskiej Rzeczypospolitej Ludowej w latach 1954–1972.
Gromady, z gromadzkimi radami narodowymi (GRN) jako organami władzy najniższego stopnia na wsi, funkcjonowały od reformy reorganizującej administrację wiejską przeprowadzonej jesienią 1954 do momentu ich zniesienia z dniem 1 stycznia 1973, tym samym wypierając organizację gminną w latach 1954–1972.
Gromadę Rogienice Wielkie z siedzibą GRN w Rogienicach Wielkich utworzono – jako jedną z 8759 gromad – w powiecie łomżyńskim w woj. białostockim, na mocy uchwały nr 18/V WRN w Białymstoku z dnia 4 października 1954. W skład jednostki weszły obszary dotychczasowych gromad Rogienice Wypychy, Pęza, Drożęcin
Stary, Murawy i Nagórki Wagi oraz miejscowość Rogienice Piaseczne kolonia z dotychczasowej gromady
Rogienice Piaseczne i miejscowość Rogienice Wielkie wieś z dotychczasowej gromady Rogienice Wielkie ze zniesionej gminy Rogienice w tymże powiecie. Dla gromady ustalono 15 członków gromadzkiej rady narodowej.
31 grudnia 1959 do gromady Rogienice Wielkie przyłączono wsie Kołaki-Strumienie, Kołaki-Wietrzychowo i Rogienice Piaseczne ze znoszonej gromady Wysokie oraz obszar zniesionej gromady Chludnie.
1 stycznia 1972 z gromady Rogienice Wielkie wyłączono wieś Kupnina włączając ją do gromady Nowogród.
Gromada przetrwała do końca 1972 roku, czyli do kolejnej reformy gminnej. Z dniem 1 stycznia 1973 roku reaktywowano gminę Rogienice Wielkie (do 1954 o nazwie gmina Rogienice).